# Foussais-Payré
Foussais-Payré è un comune francese di 1 222 abitanti situato nel dipartimento della Vandea nella regione dei Paesi della Loira.

## Società

### Evoluzione demografica
Abitanti censiti